# Psammastacus spinicaudus
Psammastacus spinicaudus är en kräftdjursart som beskrevs av Wells 1967. Psammastacus spinicaudus ingår i släktet Psammastacus och familjen Cylindropsyllidae. Inga underarter finns listade i Catalogue of Life.